# إتش أند أم
إتش أند أم (H&M أو Hennes & Mauritz AB) هي شركة سويدية متعددة الجنسيات لبيع الملابس بالتجزئة، معروفة بموضاتها السريعة لأزياء الرجال والنساء والمراهقين والأطفال. تتواجد فروعها في 62 دولة بها أكثر من 4500 متجراً، ويعمل بها حوالي 132,000 شخص (عام 2015). ولدى الشركة مراكز تسوق عبر الانترنت في 32 بلداً.

## الشركة حول العالم
عدد المحلات اعتبارًا من مايو 2018
| أفريقيا: - مصر (14) - المغرب (5) - جنوب إفريقيا (23) - تونس (1) | آسيا: - الإمارات العربية المتحدة (12) | أوروبا: - المملكة المتحدة (245) | شمال أمريكا: - الولايات المتحدة (305) | أوقيانوسيا: | جنوب أمريكا: - تشيلي (13) |

## إثارة الجدل
في 8 يناير 2018، عرضت شركة إتش أند إم صورة على موقعهم الرسمي في المملكة المتحدة لطفل أسود البشرة مرتدياً قميص كُتب عليه «أجمل قرد في الغابة» مما أثار سخطاً شعبي واسع في مختلف دول العالم تجاه الإعلان العنصري. خاصةً في الولايات المتحدة. رداً على ذلك فسخ عدد من المطربين أمثال ذا ويكند وجي إيزي عقد شراكتهم مع الشركة. بعد ذلك أصدرت شركة إتش أند إم اعتذاراً وقالت في بيان: «تمت إزالة هذه الصورة الآن من مواقع وأفرع H & M ونعتذر لأي شخص قد يكون قد تعرض للإساءة.»
رداً على الإعلان العنصري، تعرضت مخازن ومحلات إتش أند إم للتخريب والسرقة في جنوب أفريقيا، ورداً على ذلك قامت الشركة بإغلاق المحلات مؤقتاً.

## وصلات خارجية
- الموقع الرسمي